# Seba antarctica
Seba antarctica är en kräftdjursart som beskrevs av Walker 1906. Seba antarctica ingår i släktet Seba och familjen Sebidae. Inga underarter finns listade i Catalogue of Life.